# Davenport (Flórida)
Davenport é uma cidade localizada no estado americano da Flórida, no condado de Polk. Foi incorporada em 1915.

## Geografia
De acordo com o United States Census Bureau, a cidade tem uma área de 8,6 km², onde 8,3 km² estão cobertos por terra e 0,3 km² por água.

### Localidades na vizinhança
O diagrama seguinte representa as localidades num raio de 16 km ao redor de Davenport.

## Demografia
Segundo o censo nacional de 2010, a sua população é de 2 888 habitantes e sua densidade populacional é de 346,29 hab/km². Possui 1 535 residências, que resulta em uma densidade de 184,06 residências/km².
A cidade tem crescido constantemente ao longo dos anos, atraindo compradores e investidores em busca de residências de férias, casas de temporada ou moradias permanentes. Sua proximidade com parques temáticos como o Walt Disney World a torna um destino cobiçado, equilibrando entretenimento e tranquilidade.